# ¿Qué, estás celosa?
¿Qué, estás celosa? (título original Aha oe feii?, en tahitiano normalizado No te aha 'oe fe'i'i?) es un cuadro de Paul Gauguin hecho en 1892 durante su primera estancia en Tahití. Se conserva en el Museo Pushkin de Moscú. Se conoce por la referencia núm. 461 del catálogo de Wildenstein.
El título en tahitiano significa literalmente «¿por qué tienes rencor?», Pero Gauguin adoptó el error del diccionario Jaussen y lo tradujo en el catálogo de la exposición Durand-Ruel de 1893 como Te quoi! Tú se Jalouse?.
Dos chicas tahitianas están en la playa, un echada y la otra sentada, desnudas y con un pareo extendido al lado. La arena de la playa es lisa, tratada con un color plano, y el mar es sinuoso con colores arbitrarios.
La tensión que sugiere el título no se refleja en el cuadro. Las dos chicas están representadas en una actitud contemplativa, de descanso. Gauguin describe la escena en Noa Noa:
«A la orilla del mar, a pesar del calor, dos hermanas, que acaban de bañarse, se estiran en graciosas actitudes animales de descanso, y hablan amores de ayer, de mañana. Una pelea: un recuerdo.
»- ¿Qué? estás celosa?»
Para Gauguin las chicas tahitianas son «doradas y bronceadas, de coloraciones a la vez umbrías y ardientes. El sol las ha quemado, pero también las ha penetrado e irradia de ellas [...] Son amorosas, indolentes y alegres de día, y apenadas y temblorosas de noche.»
La posición de la chica sentada está basada en una fotografía que tenía Gauguin de un friso del teatro de Dioniso de Atenas, dando una sensación escultural y de relieve. Esta figura la volvió a reproducir en Nave nave moe (1894), El gran Buda (1899) y Y el oro de sus cuerpos (1901).

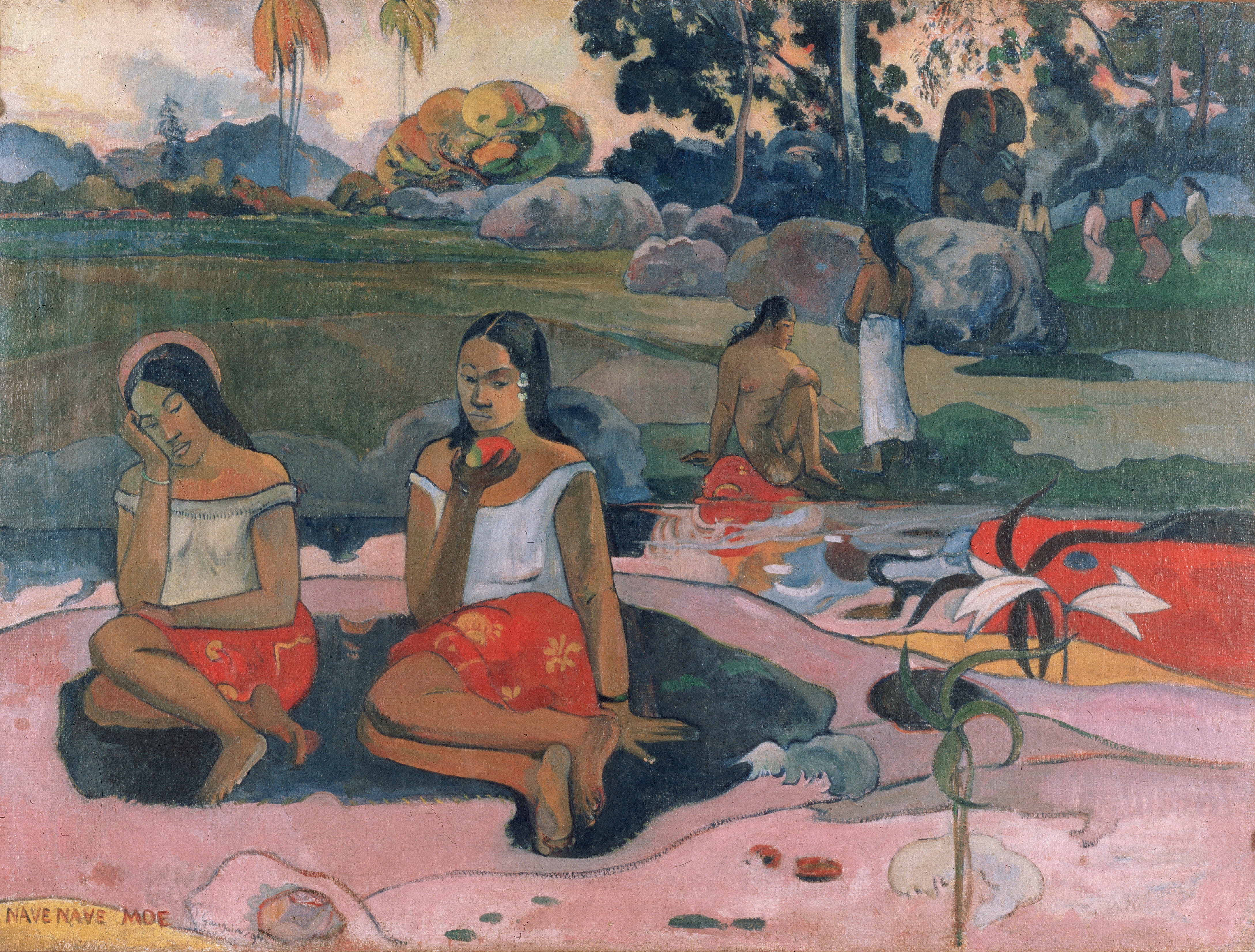
Nave nave moe, 1894.
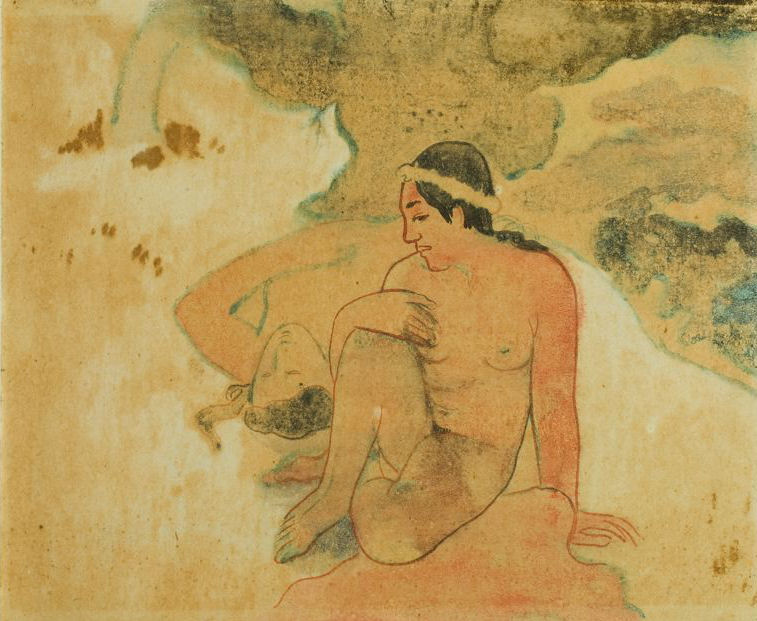
Monotipo, 1894.

Gauguin se mostró muy satisfecho de su obra. Posteriormente reprodujo la composición en un monotipo. Envió el cuadro a su mujer a Copenhague para venderlo, pero no fue posible por el alto precio que puso. Una vez expuesto en París, fue comprado por Edgar Degas. Desde el año 1908 está el Museo Pushkin.